# نووموناستیرسکویه
نووموناستیرسکویه (به لاتین: Novomonastyrskoye) یک منطقهٔ مسکونی در روسیه است که در شهرستان کیزلیارسکی واقع شده‌است.